# NewsML-G2
NewsML-G2 ist ein XML-Multimedia-Nachrichten-Austauschformat der IPTC, dem International Press Telecommunications Council.
Als Teil der IPTC-G2-Standard-Familie stellt NewsML-G2 einen Umschlag dar, für einen oder mehrere Nachrichten-Einheiten (wie Text-Artikel, ein Foto oder ein Video-Clip) oder als ein strukturiertes Paket von Dateiverknüpfungen zu Nachrichten-Einheiten, und enthält Metadaten, um die Beziehungen der Nachrichten-Einheiten untereinander zu beschreiben. NewsML-G2 ist ein B2B-Standard, der Nachrichten- und Presseagenturen dabei unterstützt, komplexe Pakete von Multimedia-Nachrichten in einem einzelnen zusammenhängenden Bündel zu erstellen. NewsML-G2 2.15 ist die jüngste Version.
Anders als die Vorgänger-Versionen NewsML 1.x benutzt NewsML-G2 standardisierte XML-„Building-Blocks“ (Baukästen) und -Metadaten. Diese Building-Blocks werden in anderen IPTC-G2-Standards benutzt, so dass System-Programmierer den Code wiederverwenden können.
Ähnlich wie NewsML ist NewsML-G2 kein Text- oder Bild-Format. Es hat beispielsweise keine Möglichkeiten, Kapitel oder Überschriften zu markieren. Stattdessen ist es eine Hülle und Verwaltung für eine oder mehrere Dateien nahezu aller Art.
Für die Formatierung von Text-Artikeln erwähnt IPTC das News Industry Text Format (NITF) oder XHTML als gängige Beispiele.
NewsML-G2 wird von mehreren großen internationalen Nachrichtenagenturen verwendet, einschließlich Agence France-Presse, Associated Press, Austria Presse Agentur, dpa Deutsche Presse-Agentur, Thomson Reuters und andere.